# Centro histórico de Huamantla
El centro histórico de Huamantla es la zona de monumentos históricos de la ciudad de Huamantla en el estado mexicano de Tlaxcala declarado por el Instituto Nacional de Antropología e Historia (INAH).
En esta área se encuentran edificaciones de estilo colonial abarcando una área de 1.68 kilómetros cuadrados formada por ochenta y seis manzanas que comprenden alrededor de 267 edificios construidos entre los siglos XVI al XIX entre los que destacan el Ex-Convento de San Francisco y los templos de San Lucas, de Jesús, la Santísima, El Calvario, Dulce Nombre, Santa Cruz, San Miguel, San Francisquito, San José, La Preciosa y San Antonio en el ámbito religioso.
También se incluyen inmuebles de fines educativos y asistenciales como el Museo Taurino, Palacio Municipal, Estación del Ferrocarril y el Cuartel Militar, así como edificios civiles como la Casa de Las Doce Puertas y el primer Monte Pío, entre otros.
La zona de monumentos históricos de Huamantla fue decretada y aprobada por el expresidente Miguel de la Madrid el 25 de octubre de 1984 y puesta en vigor de acuerdo a su publicación en el Diario Oficial de la Federación el 12 de noviembre de 1984.

## Monumentos históricos

### Edificios religiosos
La siguiente es una lista de las construcciones que constituyen el centro histórico de Huamantla:
- Convento Franciscano de San Luis Obispo
- Parroquia de San Luis Obispo de Toulouse
- Basílica de Nuestra Señora de la Caridad
- Capilla de San Francisquito
- Iglesia de San José
- Iglesia de San Lucas
- Iglesia de San Francisco Yancuitlalpan
- Iglesia de Santa María Yancuitlalpan
- Templo de Santa Cruz
- Templo del Señor del Despojociales
- Templo del Calvario
- Templo de la Preciosa Sangre del Cristo
- Templo de San Antonio
- Templo de la Santísima
- Templo de Jesús
- Templo de Santa Anita
- Templo de San Sebastián
- Templo del Dulce Nombre

Edificios religiosos de Huamantla
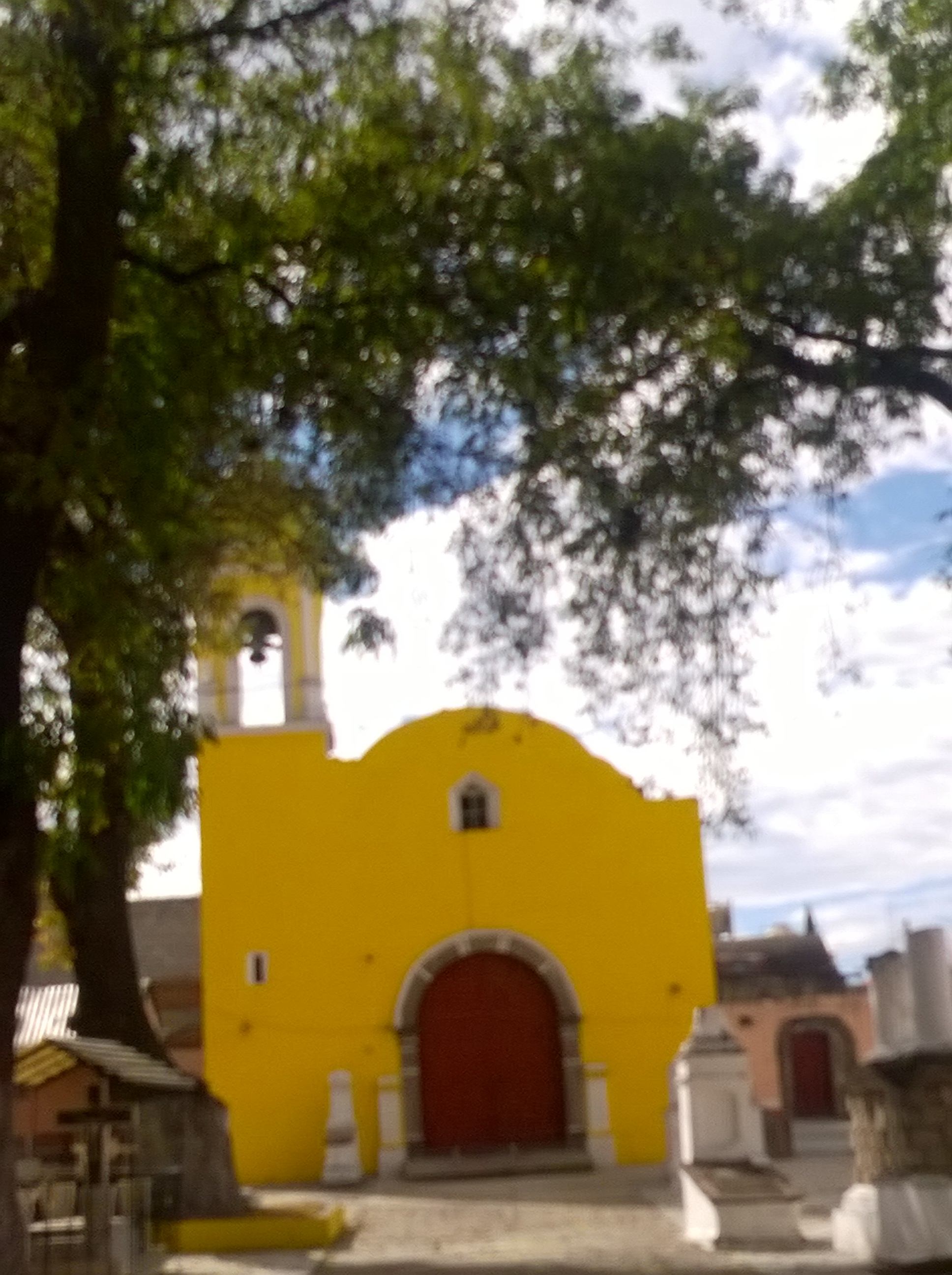
Templo del Dulce Nombre
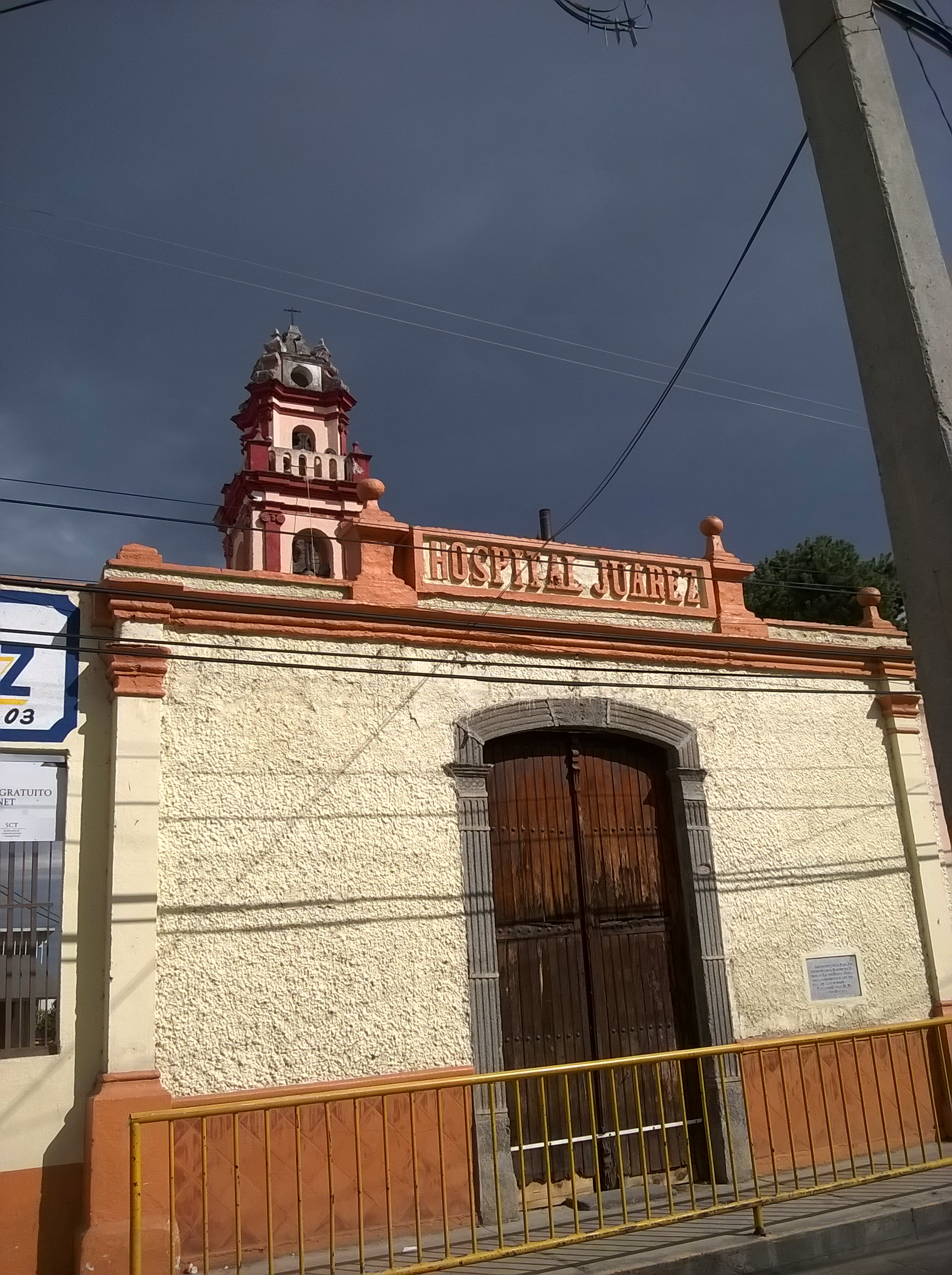
Santuario del Señor del Despojo
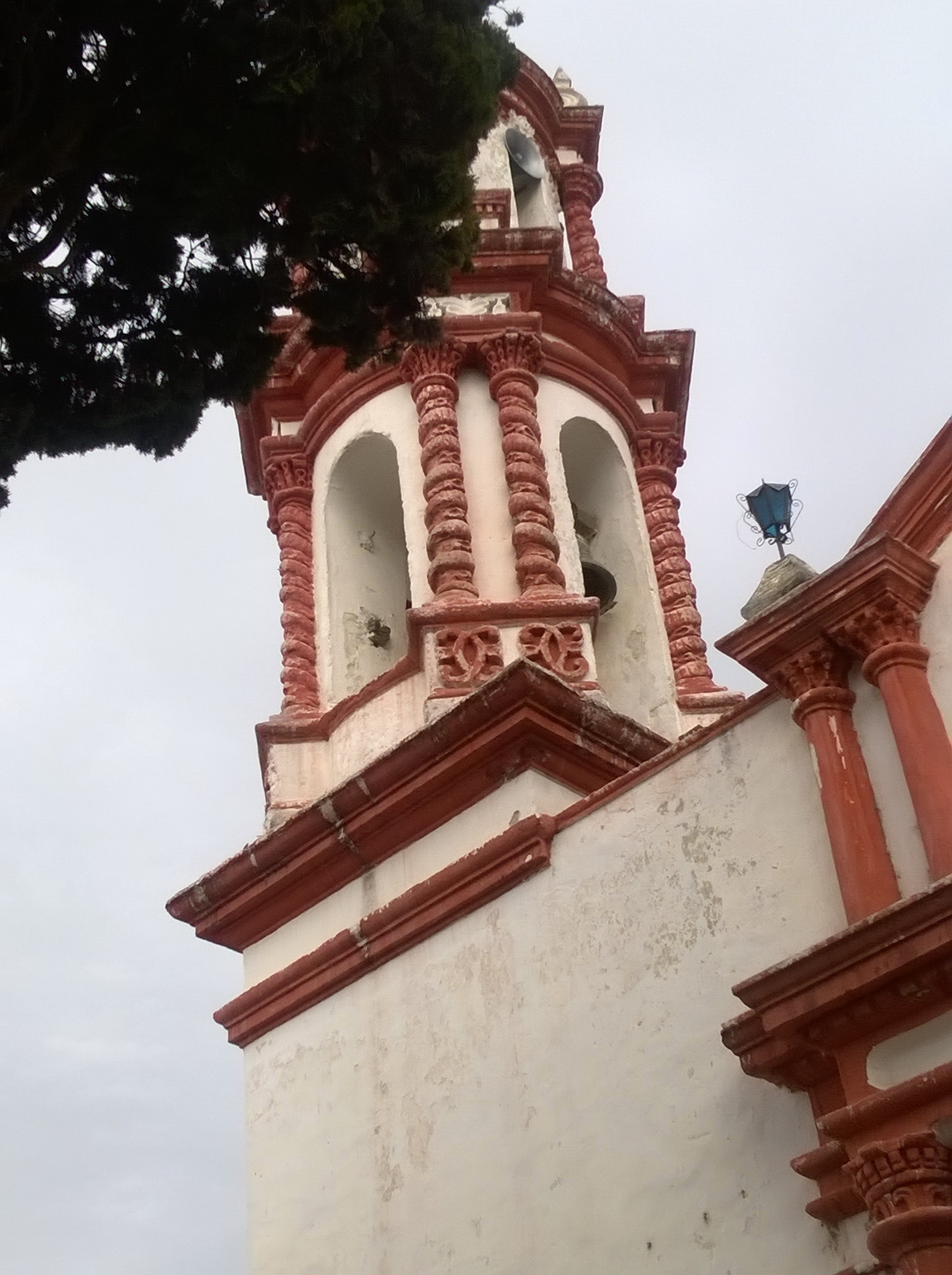
Iglesia de la Santa Cruz
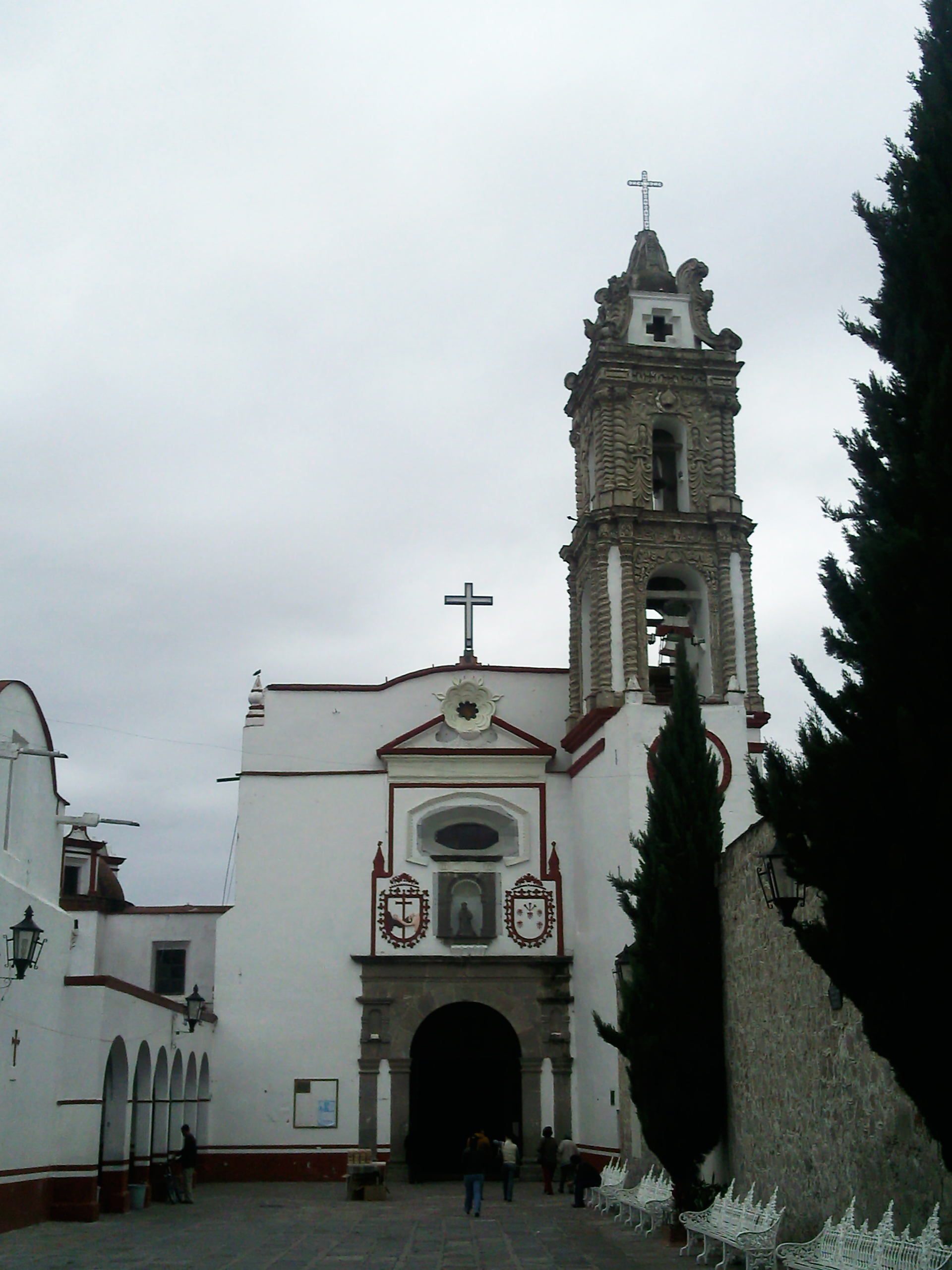
Templo de San Francisco
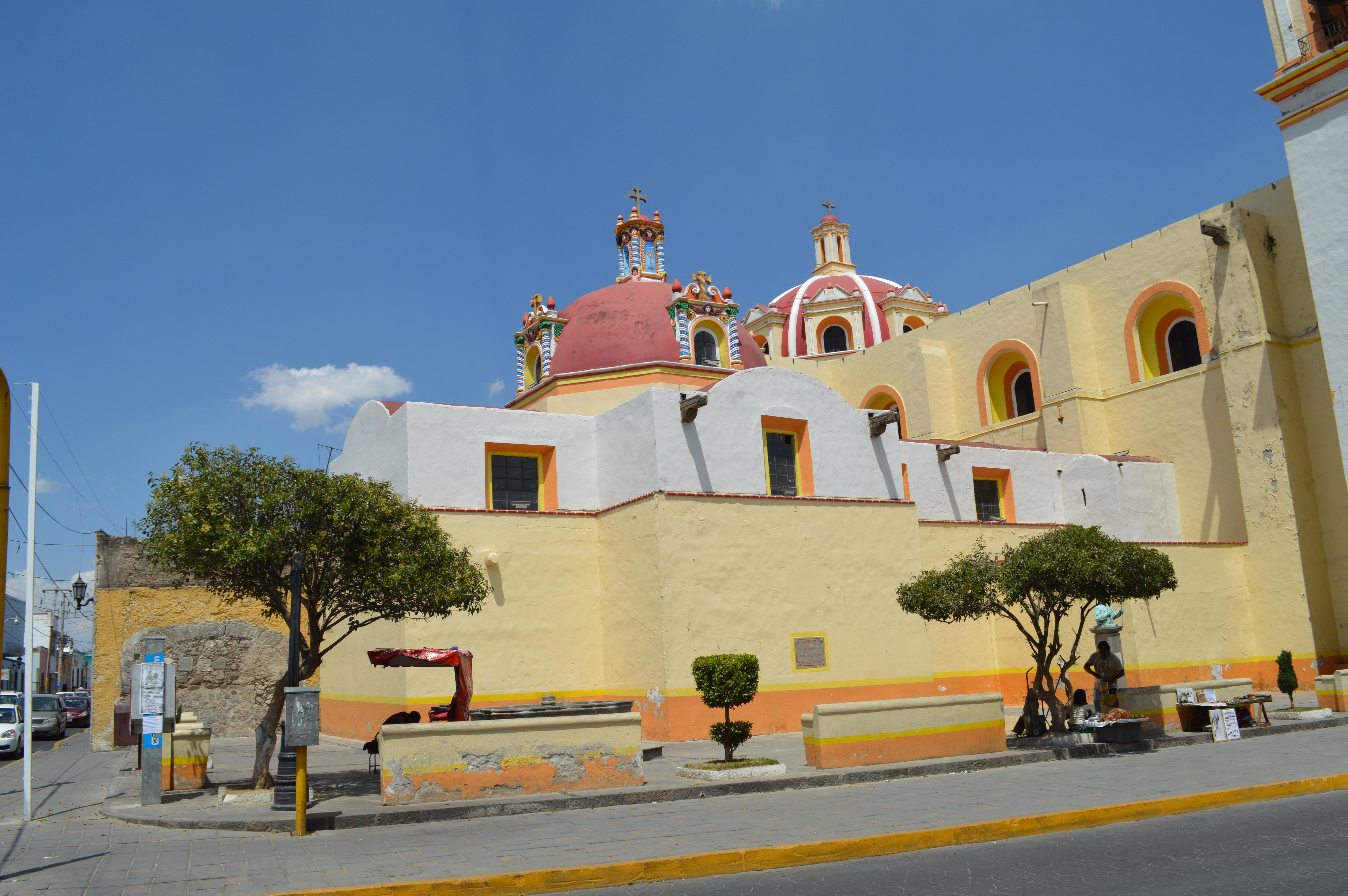
Parroquia de San Luis Obispo
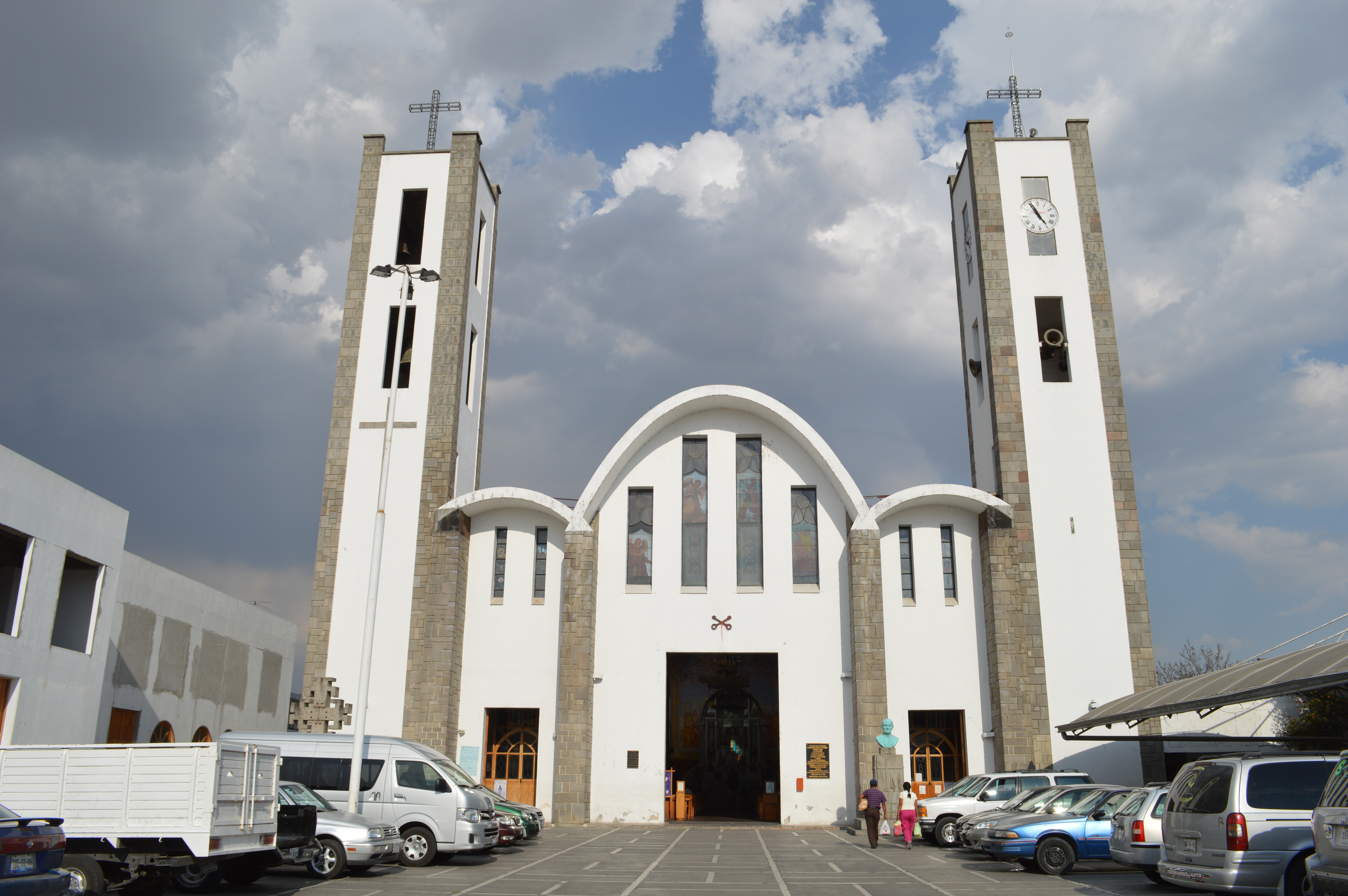
Basilica de la Caridad

### Edificios públicos
- Ex-colecturía.
- Casa de la Cultura.
- Palacio Municipal
- Museo Taurino
- Museo del títere
- Estación del Ferrocarril
- Cuartel Militar
- Casa de Las Doce Puertas
- Primer Monte Pío

Edificios públicos
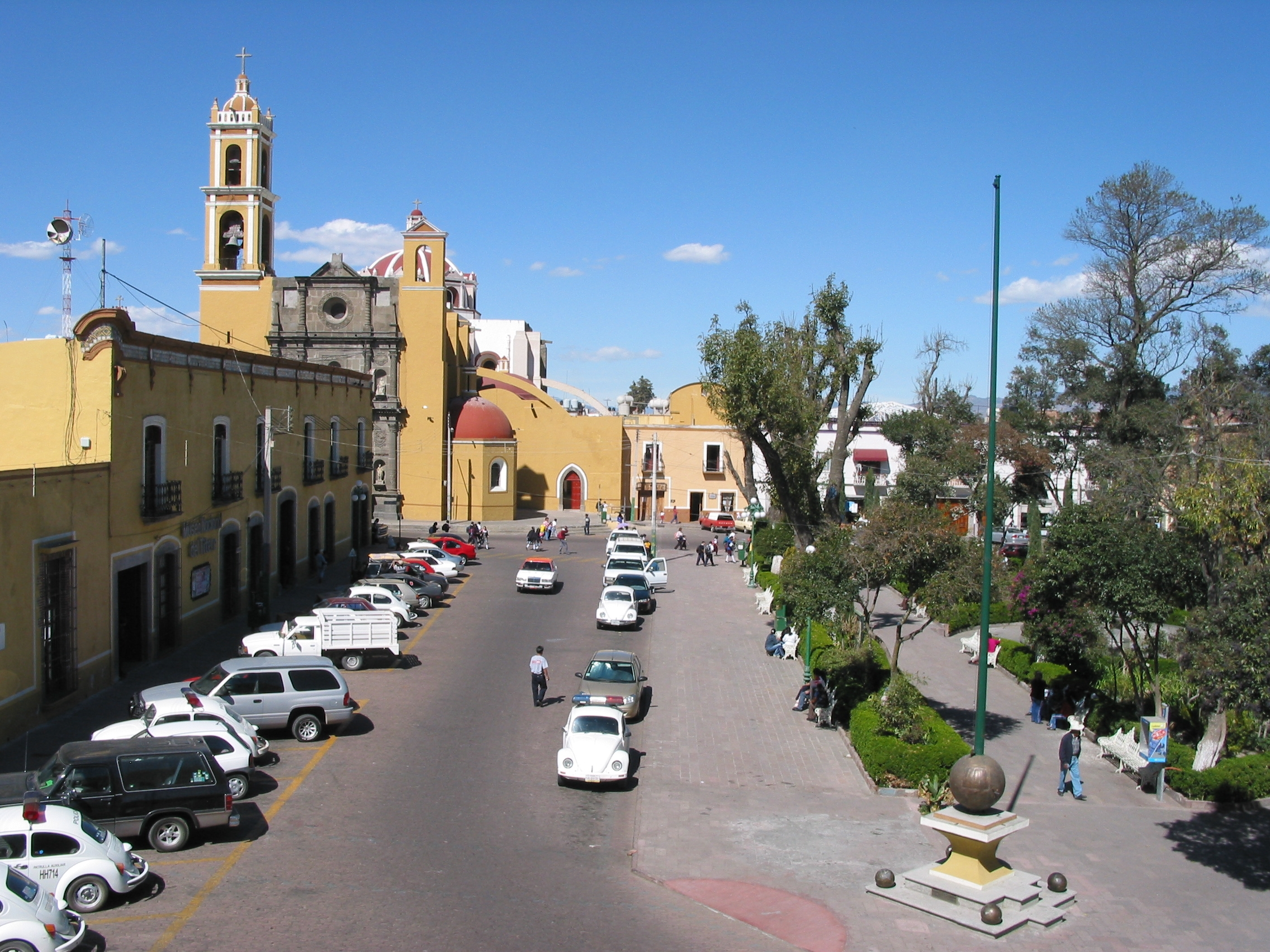
Centro de Huamantla
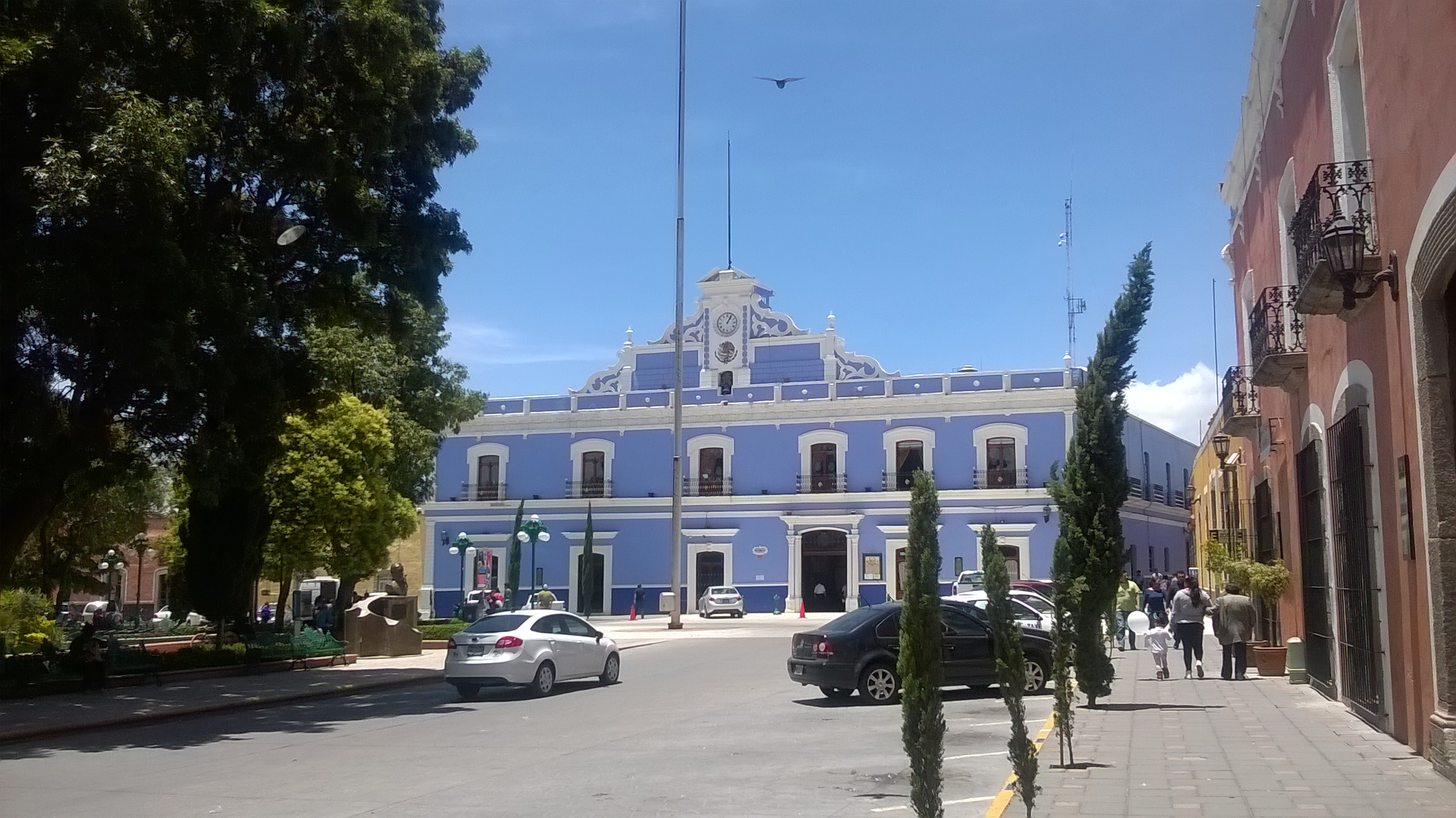
Palacio municipal
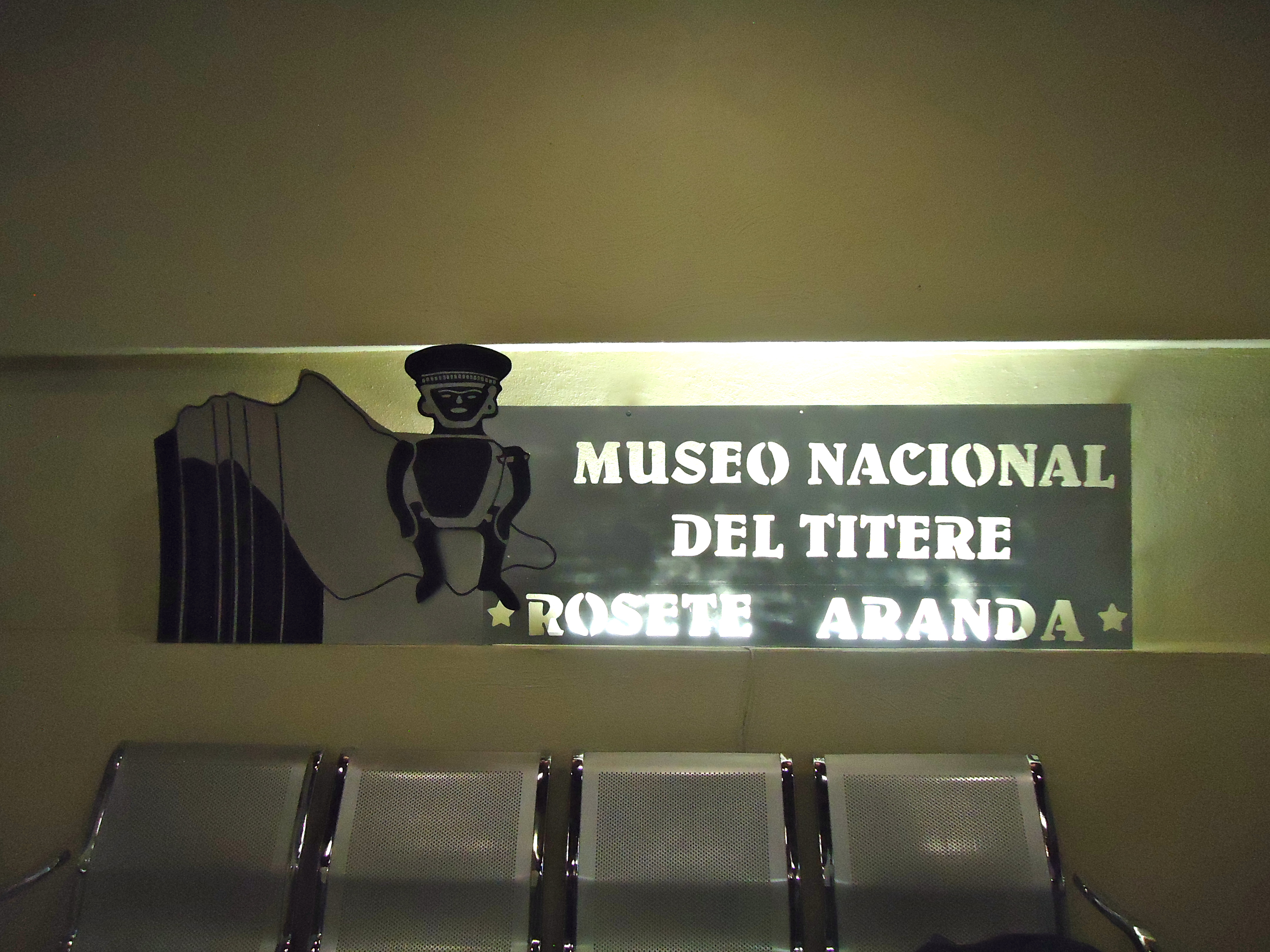
Museo Nacional del Títere
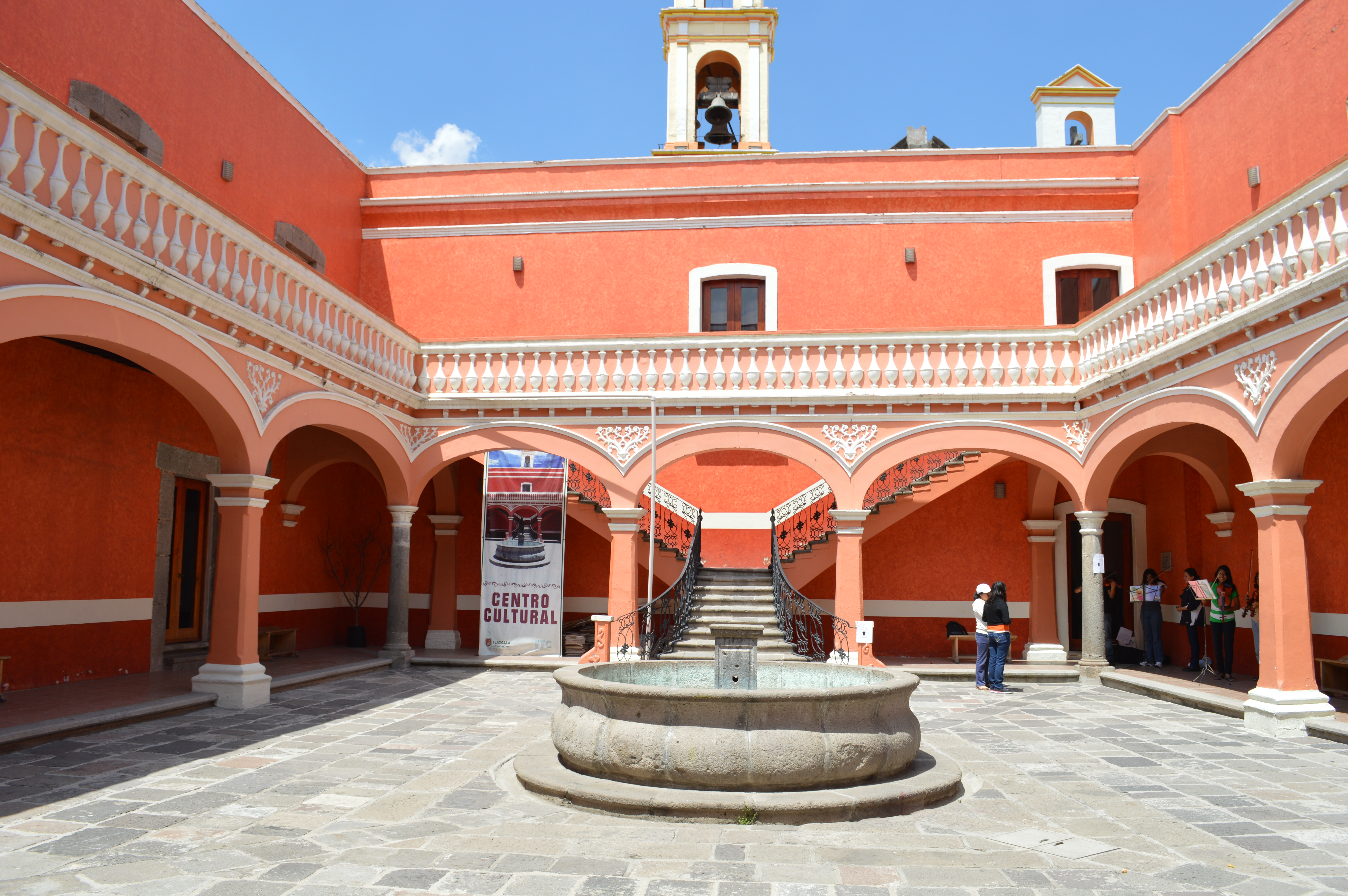
Casa de la Cultura
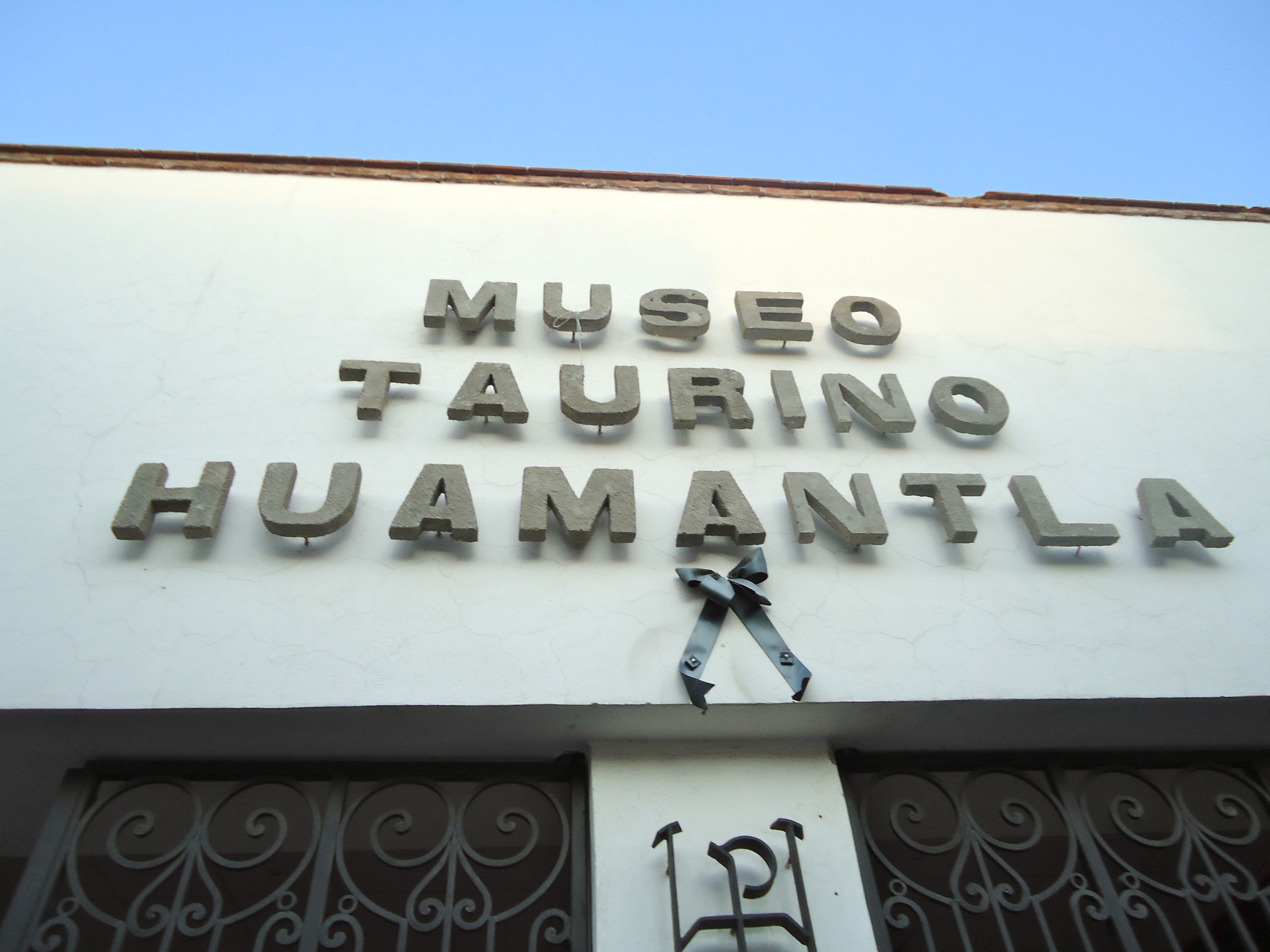
Museo Taurino